# Pequeño rombihexaedro
En geometría, el pequeño rombihexaedro (o pequeño rombicubo) es un poliedro uniforme no convexo, indexado como U18. Tiene 18 caras (12 cuadrados y 6 octógonos), 48 aristas, y 24 vértices. Su figura de vértice es un antiparalelogramo.

## Poliedros relacionados
Este poliedro comparte la disposición de vértices con el hexaedro truncado estrellado. Además comparte su disposición de aristas con el rombicuboctaedro (teniendo 12 caras cuadradas en común) y con el pequeño cubicuboctaedro (teniendo las caras octogonales en común).
| Rombicuboctaedro | Pequeño cubicuboctaedro | Pequeño rombihexaedro | Hexaedro truncado estrellado |

Puede ser construido como la disyunción exclusiva de tres prismas octogonales.